# USS Sea Owl (SS-405)
Za druga plovila z istim imenom glejte USS Sea Owl.
USS Sea Owl (SS-405) je bila jurišna podmornica razreda balao v sestavi Vojne mornarice Združenih držav Amerike.
Med drugo svetovno vojno je podmornica opravila 3 bojne patrulje.